# Fretless Bass
Ein Fretless Bass (englisch fretless = bundlos) ist ein E-Bass (oder auch ein akustischer Bass) mit einem Griffbrett ohne Bünde. Das erste in Serie hergestellte Fretless-E-Bass-Modell kam im Jahr 1966 in den Vereinigten Staaten auf den Markt.

## Geschichte

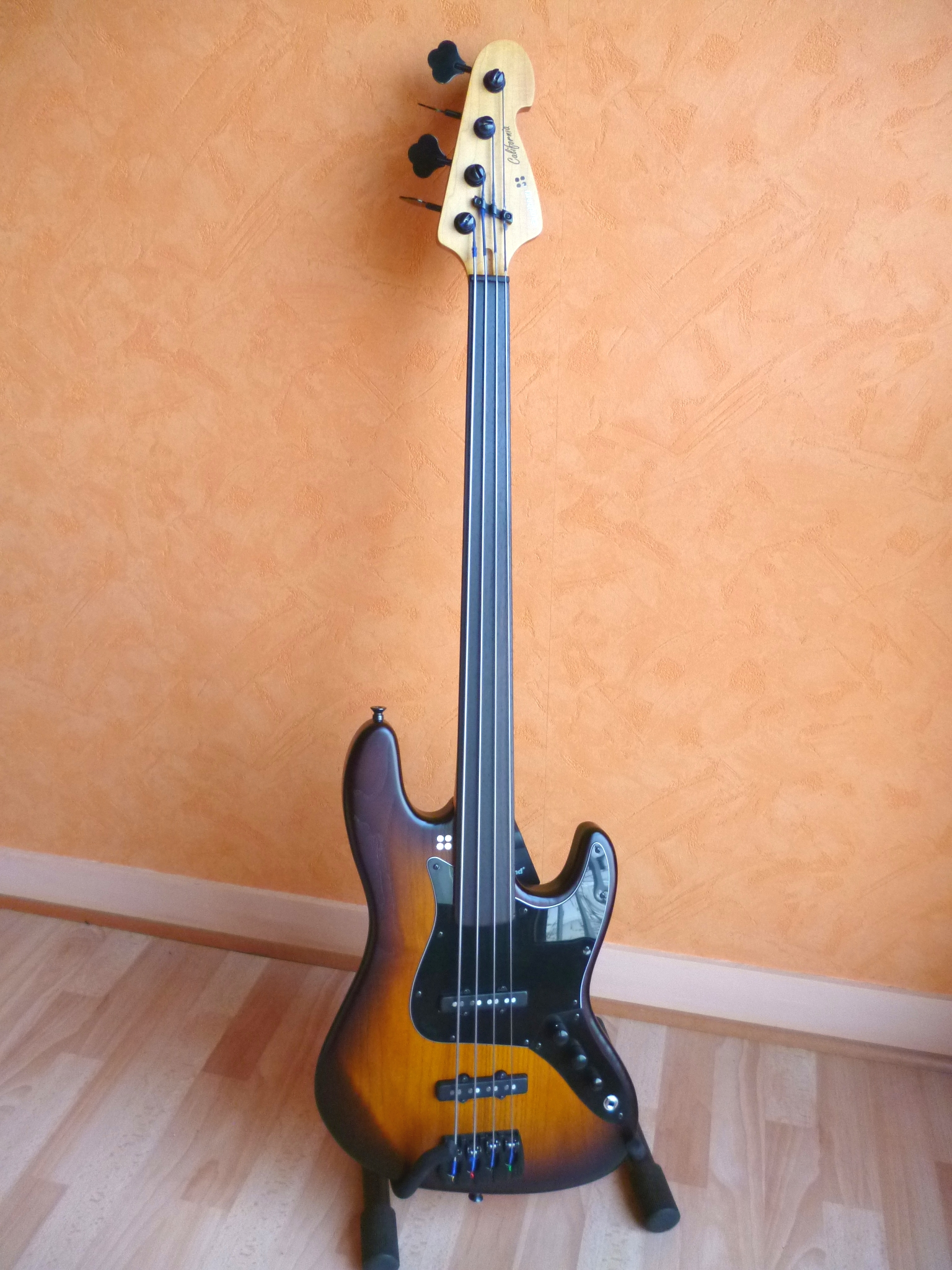
Ein viersaitiger Fretless-E-Bass des deutschen Herstellers Sandberg Guitars

Im Jahr 1951 hatte der US-amerikanische Techniker und Erfinder Leo Fender mit dem Fender Precision Bass den modernen E-Bass mit Bünden erfunden. Seitdem war in Musikbands und Tonstudios die Nachfrage nach Bassisten, die diesen elektrisch verstärkten „Horizontal-Bass“ spielten, gestiegen. Nicht wenigen Kontrabassisten entgingen Aufträge, weil sie Probleme beim Umstieg auf ein Instrument mit Bünden hatten.
Der genaue Ursprung des bundlosen E-Basses ist ungeklärt. Bill Wyman, bekannt geworden als Bassist der englischen Rockband The Rolling Stones, kann als einer der ersten Fretless-Bass-Spieler gelten. Wyman berichtete in einem Interview von seinem ersten E-Bass, bei dem er im Jahr 1961 die Bundstäbchen entfernte, weil sie beim Spielen zu viele Nebengeräusche verursachten:
„[…] Der schnarrte bei jedem Ton, weil die Bünde so abgewetzt waren. Ich dachte, ich reiße einfach die Bünde ‘raus und setze neue ein, sobald ich mir das leisten kann. Aber als ich sie herausgerissen hatte, klang er plötzlich richtig gut! Darum habe ich die Bundstäbchen nie eingesetzt, und ich glaube, das war der erste Fretless Bass überhaupt.“
Der erste in Serie hergestellte Fretless-E-Bass wurde von der US-amerikanischen Firma Ampeg angeboten: Bereits Ende der 1940er-Jahre hatten die beiden Kontrabassisten Everett Hull und Jess Oliver in New York City das Unternehmen Ampeg gegründet. Die Firma stellte seit den 1950er-Jahren Tonabnehmer-Systeme für Kontrabässe sowie elektrische Bassverstärker her. Im Jahr 1962 war mit dem Ampeg Baby Bass ein kleinformatiger E-Kontrabass auf den Markt gekommen.
Ampeg erfuhr über seine Kunden von den Schwierigkeiten der Kontrabassisten mit dem E-Bass mit Bünden. Die Firmengründer Hull und Oliver hatten die Idee, einen E-Bass ohne Bünde herzustellen. Im Jahr 1966 konstruierte Ampeg-Mitarbeiter Dennis Kager, Elektrotechniker und Gitarrist, das E-Bass-Modell AUB-1 (Ampeg Unfretted Bass). Das Modell hat wie ein Kontrabass einen Wirbelkasten mit Schnecke sowie Stimmmechaniken mit hinterständigen Flügeln, um Kontrabassisten anzusprechen. Dieser E-Bass mit bundlosem Griffbrett ging im selben Jahr in Produktion und wurde zu einem Markterfolg. Für die Dauer von knapp vier Jahren war der bundlose Ampeg-E-Bass der einzige seiner Art. Die erste Konkurrenz bekam das Modell durch die Firma Fender, die 1970 eine bundlose Variante des Precision Bass auf den Markt brachte. Ironischerweise hatte das Fender-Modell seinen Namen ursprünglich wegen der Bünde bekommen, die die Präzision der Intonation erleichterten. Eine bundlose Version des Fender Jazz Bass, das zweite E-Bass-Modell der Firma, sowie Fretless-E-Bässe weiterer Hersteller folgten. Seit den 1970er-Jahren hat sich der Fretless-E-Bass als eine verbreitete Alternative zum E-Bass mit Bünden etabliert.

## Wesen und Tonbildung
Durch das bundlose Griffbrett erhält das Instrument seinen charakteristischen Klang, der Ähnlichkeiten mit dem eines Kontrabasses aufweisen kann. Er wird gerne als „holzig“, „knurrend“ oder „singend“ bezeichnet. Dieser Eindruck entsteht, da die gegriffene Saite nicht wie beim herkömmlichen E-Bass Kontakt mit dem Bundstäbchen hat, sondern direkt auf dem Griffbrett aufliegt. Deshalb sind auch echte Glissandi möglich. Ein viel wichtigeres Kriterium ist aber die Möglichkeit der differenzierten Tonbildung, die bei einem Instrument mit Bünden nicht gegeben ist. Ähnlich wie beim Kontrabass können Töne mit Vibrato gespielt werden. Der Ton kann geformt, die Ausdruckstiefe der Töne bereichert werden.

## Spielweise
Der Fretless Bass erfordert eine andere Spielweise als der Bass mit Bünden. Da die Bünde fehlen, ist eine akkurate Intonation durch den Spieler erforderlich, ähnlich wie bei den Streichinstrumenten. Das erfordert nicht nur ein gutes Gehör für die Feinheiten einer richtigen Tonhöhe, sondern auch eine präzise Sicherheit im Treffen der Töne, verbunden mit einer gut entwickelten Spieltechnik der Greifhand. Die visuellen Hilfsmittel, Markierungen auf oder an der Seite des Griffbretts, sind beim Fretless Bass nur ungefähre Orientierungshilfen und ersetzen auf keinen Fall eine sorgfältige Intonation. Eine saubere Intonation auf bundlosen Griffbrettern ist unverzichtbar, um bei mehrsaitigem Spiel Schwebungstöne im gegriffenen Grundton und in den Obertönen zu vermeiden. Eine der Voraussetzungen für das Erlernen einer sauberen Intonation auf dem Fretless ist das Training des Gehörs, um eigene Spielfehler sofort zu bemerken. In einigen Lehrmitteln für Fretless-Bass wird als Übungsziel empfohlen, sich das „blinde“ Spielen auf dem Instrument anzueignen.

## Prominente und einflussreiche Fretless-Bassisten

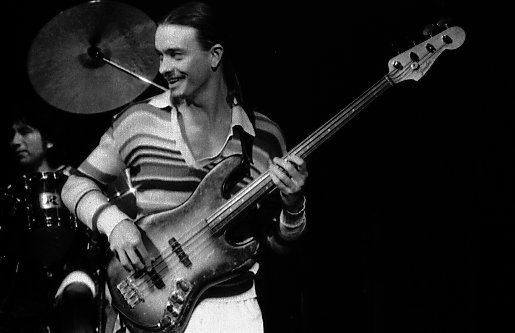
Jaco Pastorius mit Fretless-E-Bass bei einem Bühnenauftritt mit der Band Weather Report im Jahr 1977

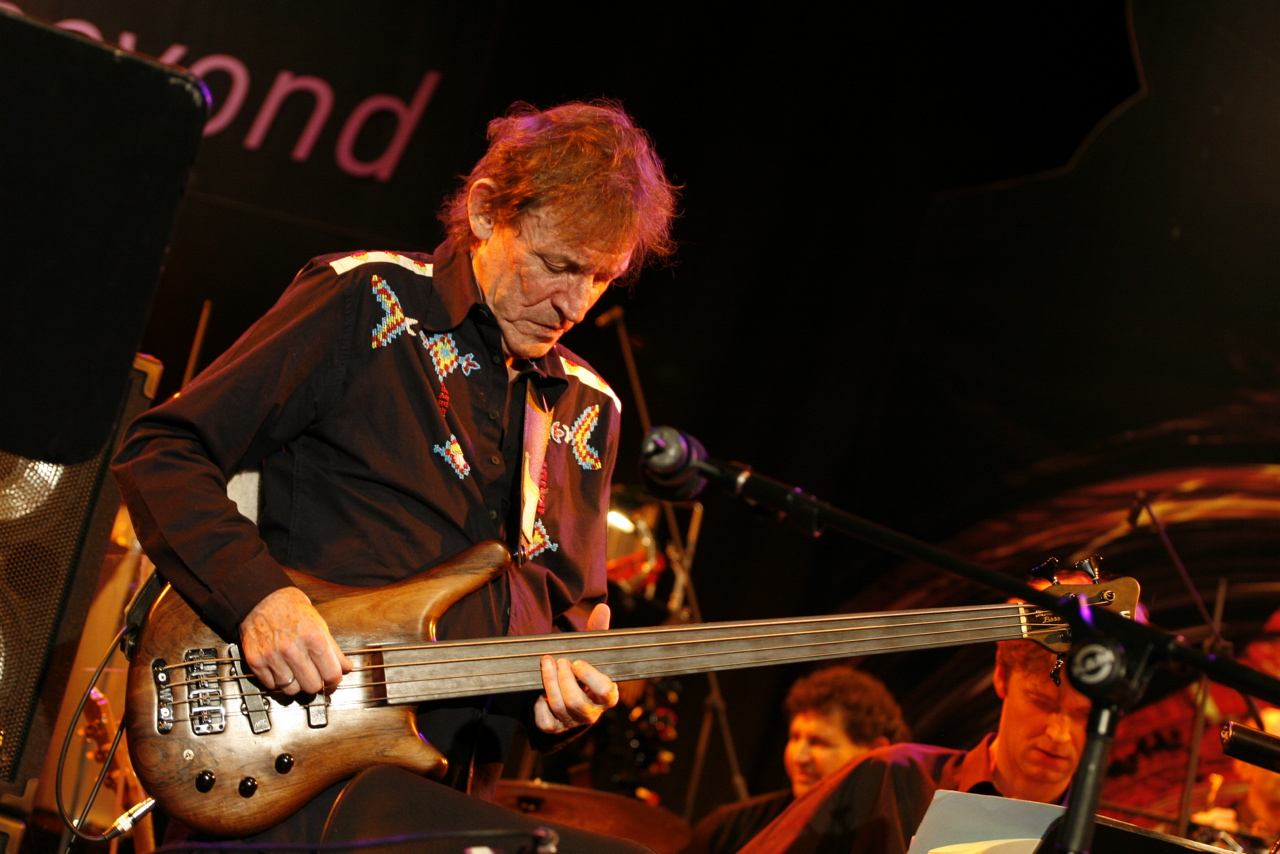
Der englische Bassist Jack Bruce mit Fretless-E-Bass bei einem Bühnenauftritt

- Als einflussreichster Fretless-Bassist kann der US-Amerikaner Jaco Pastorius (1951–1987) gelten,[7] der im Jahr 1969 oder 1970 die Bundstäbchen aus dem Griffbrett seines Fender Jazz Bass entfernte. Von Pastorius wird berichtet, dass er die so entstandenen Fugen im Griffbrett mit Holzkitt füllte und das Griffbrett anschließend mit Marine Epoxy versiegelte, einem sehr harten Bootslack, der sonst für den Anstrich von Schiffsrümpfen verwendet wird.[8][9] In einem Interview bezeichnete Pastorius sich selbstbewusst als „der erste Fretless-Bassist“:

„Also eigentlich läuft es darauf hinaus, dass ich der erste Typ bin, der einen Fretless benutzt; weil ich nämlich der erste bin, der ihn wirklich spielt, denn die anderen Typen können ihn nicht sauber spielen […].“
- Jack Bruce (1943–2014), in der zweiten Hälfte der 1960er-Jahre bekannt geworden als Bassist der englischen Rockband Cream, wechselte einige Jahre nach der Auflösung dieser Supergroup zum bundlosen E-Bass. Bruce hatte in seiner Jugend ein Hochschulstudium für Cello und Kontrabass absolviert, was ihm den Wechsel erleichterte. Der Bassist äußerte in einem Interview, er empfinde es beim Fretless-Spiel als offensichtliches Plus, Kontrabass gespielt zu haben.[11] Jack Bruce spielte später bevorzugt das Fretless-E-Bass-Modell Thumb Bass des deutschen Herstellers Warwick, an dessen Design er beteiligt war.[5][12]
- Michael Manring (* 1960) ist ein amerikanischer Fretless-Bassist, der meist als Solobassist arbeitet. Berühmt wurde er durch seine Zusammenarbeit mit dem Gitarristen Michael Hedges, Steve Morse oder Alex de Grassi. Michael Manring lebt in Oakland, Kalifornien.

- Ein weiterer renommierter Fretless-Bassist ist der Waliser italienischer Herkunft Pino Palladino (* 1957), der seit dem Alter von 18 Jahren bundlosen E-Bass spielt. Mit 20 Jahren spielte Palladino in verschiedenen Funk- und Soul-Bands. Er wurde in den 1980er-Jahren bekannt als Studiomusiker für eine Vielzahl an prominenten Interpreten, darunter Paul Young (zu dessen Coverversion des Marvin-Gaye-Hits Wherever I Lay my Hat er 1983 die Basslinien beisteuerte), sowie Phil Collins, Pete Townshend und David Gilmour.[13] Palladino spielt unter anderem eine bundlose Version des E-Bass-Modells Music Man StingRay.[14]

- Der US-Amerikaner Steve Bailey (* 1960) ist ein Virtuose auf dem sechssaitigen Fretless-E-Bass. Er bereichert sein Spiel um Intervallsprünge mit Quint-Akkorden und Flageolett-Töne und spielt sein Instrument unter anderem mit Verzerrer. Bailey, der neben E-Bass auch Kontrabass spielt, war Begleitmusiker unter anderem der britischen Rockband Jethro Tull und des Jazz-Trompeters Dizzy Gillespie.[15] Gemeinsam mit seinem Bassisten-Kollegen Victor Wooten schuf Bailey mehrere Musikalben und Lehrvideos für Bass.

- Sting (* 1951), der Bassist und Sänger der englischen Pop- und New-Wave-Band The Police, spielte bei Live-Auftritten der Gruppe in den späten 1970er- und frühen 80er-Jahren häufig seinen Fretless-Bass, das Modell Musician der japanischen Marke Ibanez.[13][16]

- Der Argentinier Pedro Aznar (* 1959) gilt als weiterer Virtuose auf dem Fretless Bass.

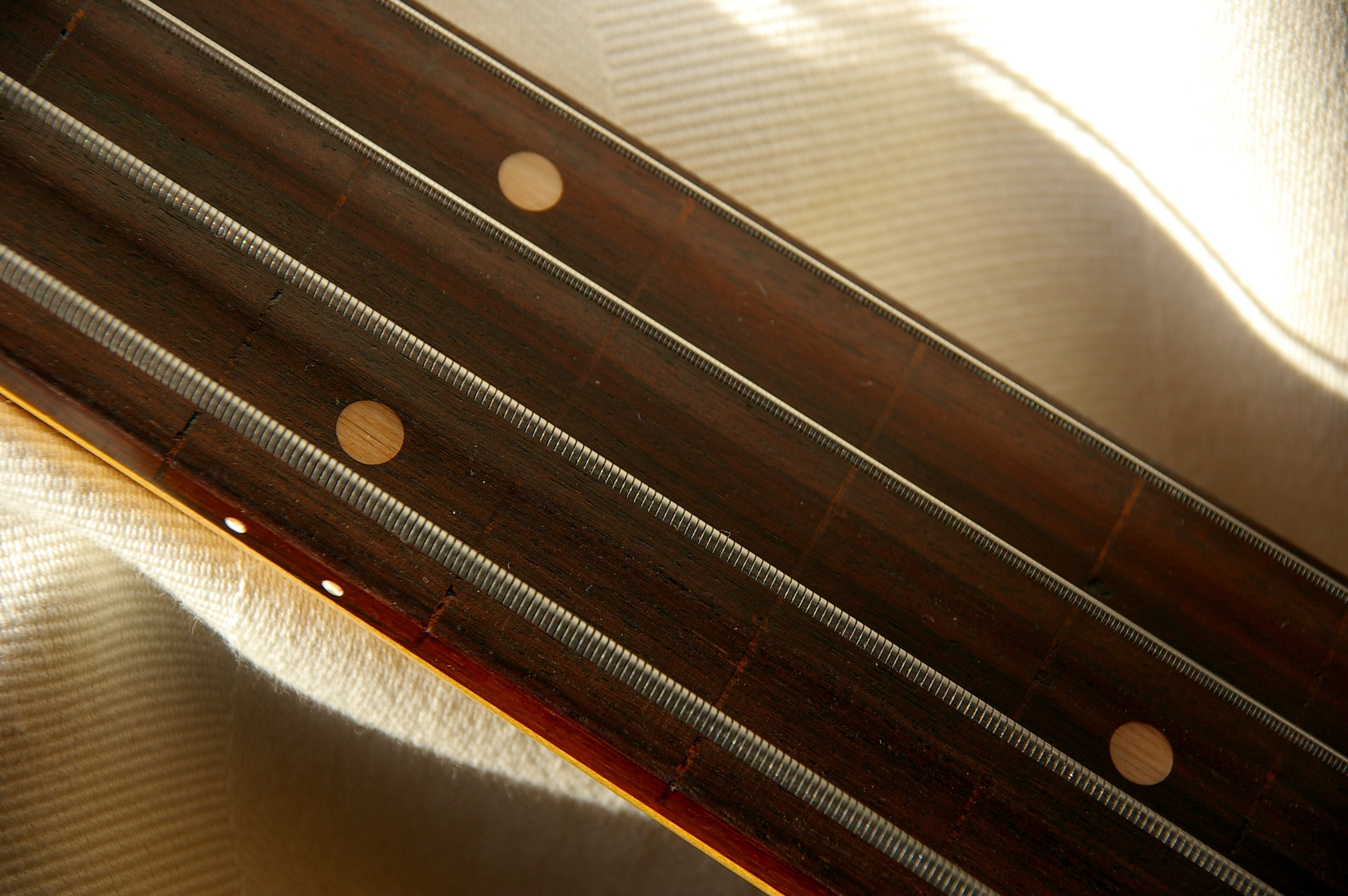
Das Griffbrett eines E-Basses, der nachträglich in einen Fretless umgewandelt wurde. In der Vergrößerung sind die verfüllten Schlitze zu erkennen, die die Bundstäbchen hinterlassen haben

## Sonstiges
Es ist möglich, die Bundstäbchen einer Bassgitarre mit einer geeigneten Zange nachträglich zu entfernen/entfernen zu lassen und so zu einem Fretless-Bass zu kommen. Die Schlitze, die die entfernten Bundstäbchen im Griffbrett zurücklassen, sollten mit entsprechenden Holzstreifen sorgfältig ausgefüllt werden, damit sich kein Schmutz darin ansammelt. Diese Maßnahme sollte von einem Gitarrenbauer durchgeführt werden, kann aber auch von guten Schreinern erledigt werden. Es ist allerdings nicht unbedingt nötig, die Bundstäbchen zu entfernen, um einen Fretless Bass zu bekommen. Es gibt fertige, fabrikneue Fretless-Instrumente verschiedener Hersteller in allen Preislagen und in unterschiedlicher Qualität.